# Beregama goliath
Beregama goliath är en spindelart som först beskrevs av Pater Chrysanthus 1965.  Beregama goliath ingår i släktet Beregama och familjen jättekrabbspindlar. Inga underarter finns listade.